# Sebastião Bognar
Sebastião Bognar nasceu em Álvaro de Carvalho - SP, em 17 de janeiro de 1953, passou sua infância em Garça e foi seminarista em sua juventude na cidade de Guaratinguetá.
Regressou a Garça e mudou-se para Osasco em 1969 onde iniciou suas atividades na feira, vendendo banana.
Em 1976, pelo engajamento em suas atividades no centro cívico e na organização da classe dos feirantes foi indicado e como candidato e eleito vereador em Osasco.
Foi vice-presidente da Câmara Municipal de 1980 a 1982.
Candidato a prefeito em 1982 perdeu a eleição por apenas mil votos. 
Foi secretário de esporte, recreação e turismo (SEDERT) SECRETARIA DOS DESPORTOS, RECREAÇÃO E TURISMO, entre 1983 a 1985, quando dirigiu também a SECRETARIA DE CULTURA.
Em 1986 foi eleito deputado estadual e ao término do mandato, em 1990, afastou-se da vida pública.
Em 2001, a convite do então prefeito Celso Giglio, Bognar retornou como titular da SECRETARIA DE MEIO AMBIENTE.
Foi eleito vereador em 2004 e reeleito em 2008.